# Бад-Арользен
Бад-Арользен (до 1997 года Арользен, нем. Bad Arolsen) — город в Германии, в земле Гессен. Подчинён административному округу Кассель. Входит в состав района Вальдек-Франкенберг. Население составляет 16 404 человек (на 2009 года). Занимает площадь 126,32 км². Официальный код — 06 6 35 002. 

## Название
В 2007 или в  1997 году Арользен переименован в Бад-Арользен.

## География

### Городские районы

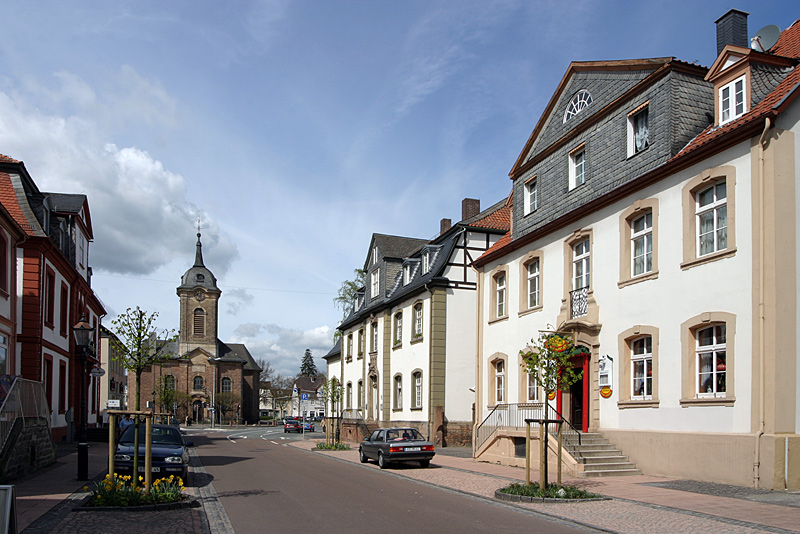
Центр Бад-Арользена

Город подразделяется на 12 городских районов (8 300 жителей).
- Браунсен, 199 жителей
- Бюле, 110 жителей
- Кольгрунд, 255 жителей
- Хельсен, 2,156 жителей
- Ландау, 1,120 жителей
- Массенхаузен, 583 жителей
- Менгерингхаузен, 3,746 жителей
- Ной-Берих, 246 жителей
- Шмиллингхаузен, 495 жителей
- Фолькхардингхаузен, 130 жителей
- Веттэрбург, 859 жителей

## История
С 1655 по 1918 годы Арользен являлся главным городом и резиденцией княжества Вальдек, здесь находились суд и высшие органы власти.

## Население
| 2014   | 2017    | 2019    | 2021    | 2022    | 2023    |
| ------ | ------- | ------- | ------- | ------- | ------- |
| 15 399 | ↗15 452 | ↗15 470 | ↗15 825 | ↗15 987 | ↘15 984 |

| Год  | Численность | Численность |
| ---- | ----------- | ----------- |
| 2014 | 15 399      |             |
| 2017 | 15 452      | [ 2 ]       |
| 2019 | 15 470      | [ 3 ]       |
| 2021 | 15 825      | [ 4 ]       |
| 2022 | 15 987      | [ 5 ]       |
| 2023 | 15 984      | [ 6 ]       |

## Известные уроженцы, жители
- Кальм, Мария (1832—1887) — немецкая писательница.

## Инфраструктура
В Бад-Арользене находятся Архивы Арользена — Центр документации о преследованиях национал-социалистическим режимом, работающие под эгидой Федерального архива Германии. В архиве собрана наиболее полная документальная информация о жертвах национал-социалистического режима. В архиве хранятся 50 миллионов страниц со сведениями об узниках концлагерей и гетто, а также с именами 17 миллионов жертв гитлеровского режима. Архивы признаны всемирным документальным наследием ЮНЕСКО.

## Достопримечательности

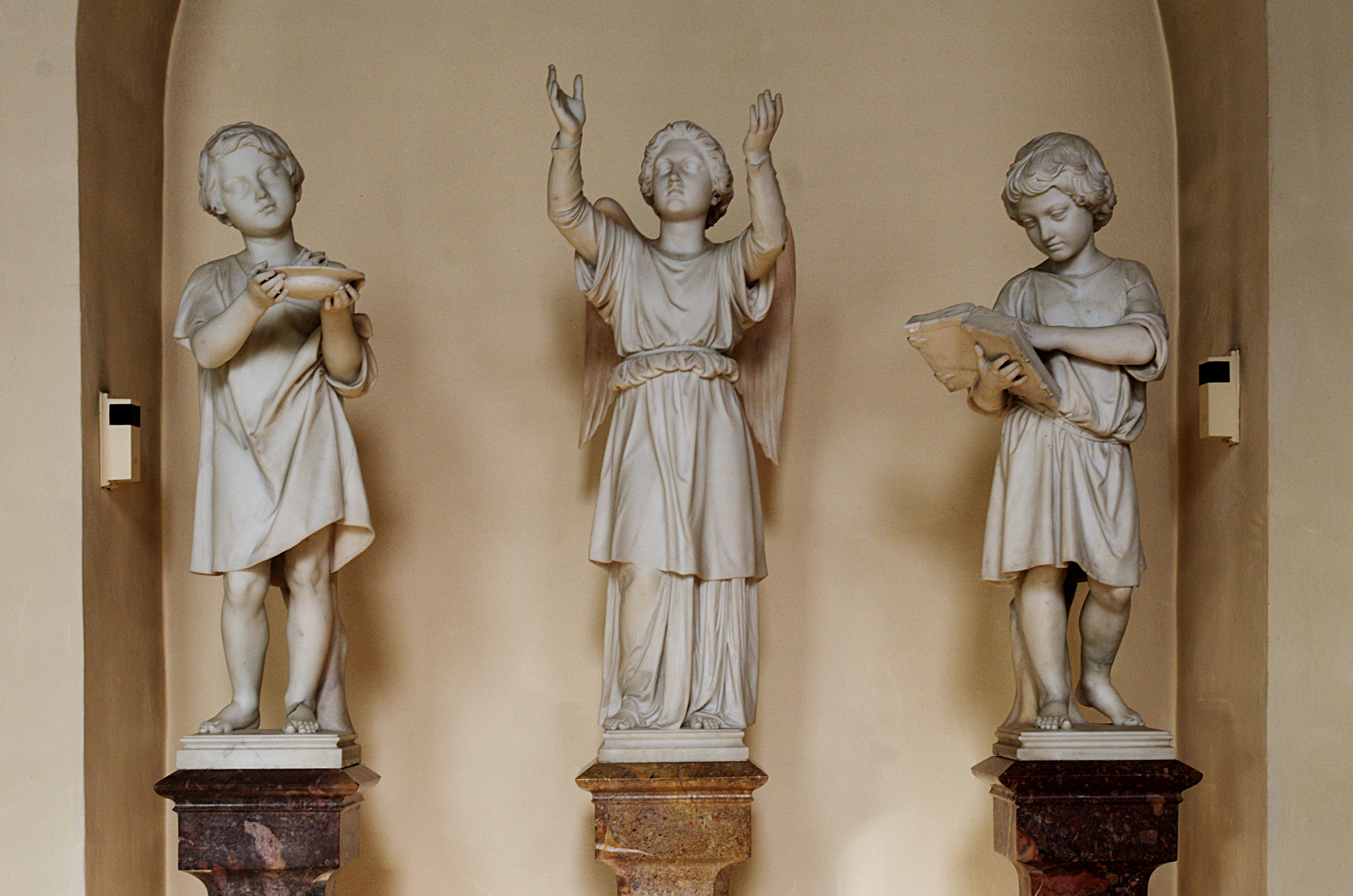
Вера, Любовь и Надежда. 1852. Мрамор. Скульптор Александр Триппель. Дворец-резиденция Бад-Арользена

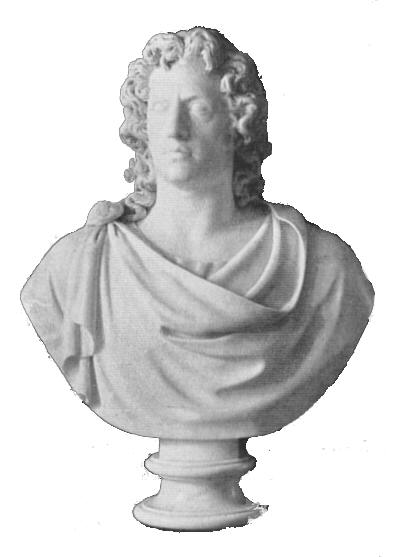
Бюст И. В. Гёте. Мрамор. 1787. Скульптор Александр Триппель. Дворец-резиденция Бад-Арользена

В дворце-резиденции, построенном в 1710—1728 гг. хранится библиотека из более чем 30 000 томов и античное собрание, включающее коллекцию монет и бронзовых изделий, а также художественный музей, где хранятся картины Августа и Генриха Тишбейна, Ангелики Кауфман. В собрании находилась картина «Смерть генерала Вольфа» (1776) Бенджамин Уэста, которая ныне украшает Библиотеку Уильяма Клементса Мичиганского университета. Картину у Уэста заказал принц Фридрих фон Вальдек, увидев оригинал в Лондоне в 1775 году. Картина стала центром художественного собрания дворца принца в Арользене. В 1927 году картина была отправлена для продажи в Нью-Йорк.
Во дворце-резиденции Бад-Арользена находится самая известная работа Александра Триппеля (1744—1793) — мраморный бюст Гёте, которая появилась после того, как скульптор встретил поэта в Риме в 1786 году. Принц Кристиан фон Вальдек, находившийся тогда в Риме, поручил Триппелю сделать копию бюста. Бюст изображает 38-летнего Гёте. Мраморный бюст Гёте, датированный Триппелем 1789 годом, был передан принцем Кристианом в подарок его брату принцу Фридриху, правителю Вальдека, который установил его на лестничной клетке своего дворца в Арользене.
В городской церкви находятся три мраморные статуэтки («Вера, Любовь и Надежда») работы скульптора Кристиана Даниэля Рауха, который, как и художник Вильгельм фон Каульбах, родился в Арользене.
В Бад-Арользен находится музей Кристиана Даниэля Рауха (Christian Daniel Rauch Museum), дом-музей Кристиана Даниэля Рауха (Christian-Daniel-Rauch-Geburtshaus), Писательский дом (Schreibersches Haus), дом-музей Каульбаха (Kaulbach-Haus).